# Arch Capital Group
Arch Capital Group — международная страховая и перестраховочная компания, зарегистрированная на Бермудских островах, основными регионами деятельности являются США, Великобритания, Ирландия и Канада.
В списке крупнейших публичных компаний мира Forbes Global 2000 за 2021 год компания заняла 652-е место (1217-е по размеру выручки, 478-е по чистой прибыли, 890-е по активам, 1129-е по рыночной капитализации).

## История
Компания была создана в 1995 году в США (Arch Capital Group U.S. Inc.), в ноябре 2000 года для неё была создана холдинговая компания, зарегистрированная на Бермудах. В 2004 году был создан филиал в Великобритании, а в 2005 году — в Канаде. В 2006 году был открыт офис по перестрахование в Швейцарии, в 2008 году создан филиал в Ирландии (Arch Re Europe). Основой подразделения ипотечного страхования стала купленная в 2016 году у AIG компания United Guaranty Corporation. В 2018 году была куплена работающая в США компания McNeil & Company, а в 2019 году — британская страховая группа Barbican Holdings.

## Деятельность
Из выручки 8,53 млрд долларов за 2020 год страховые премии составили 6,99 млрд долларов, инвестиционный доход 520 млн долларов, страховые выплаты — 4,69 млрд долларов. Активы на конец 2020 года составили 43,3 млрд долларов, из них 28,8 млрд пришлось на инвестиции (из них 19 млрд в корпоративные и государственные облигации).
Основные подразделения на 2020 год:
- Страхование — страхование крупных проектов и объектов в строительстве и энергетике, страхование ответственности руководства компаний; страховые премии 2,87 млрд долларов, из них 2,16 млрд в США.
- Перестрахование — перестрахование имущественных страховщиков; страховые премии 2,16 млрд долларов.
- Ипотека — страхование рисков по ипотечным кредитам; страховые премии 1,4 млрд долларов, из них 1,16 млрд в США.